# 商景才
商景才（1921年11月—2015年4月16日），山东滕州市姜屯镇商村人，中华人民共和国政治人物。
早年参加学生运动。1960年，担任中共浙江省委任宣传部副部长。1979年6月27日，担任浙江广播电视大学校长。1979年6月至1981年6月，任中共浙江省委教卫部部长。1981年6月至1983年4月，任中共浙江省委常委、省委宣传部部长。1983年4月至1988年1月，任浙江省人大常委会副主任。1988年1月至1993年2月，任浙江省政协主席。2015年4月16日上午6时17分在杭州逝世，享年95岁。